# Sekundärkosten
Sekundärkosten sind in der betriebswirtschaftlichen Kostenrechnung eine Kostenkategorie, die aus dem Verbrauch von innerbetrieblichen Leistungen resultiert. Pendant sind die Primärkosten.

## Allgemeines
Primär- und Sekundärkosten sind keine Kostenarten, sondern so genannte Kostenkategorien. Erst die den Primär- und Sekundärkosten zugeordneten Kosten sind Kostenarten. Bei den Primär- und Sekundärkosten entscheidet die Herkunft der Produktionsfaktoren über die Zuordnung. Wurden die Produktionsfaktoren außerhalb des Unternehmens zum Zwecke der Produktion beschafft, liegen Primärkosten vor. Sekundärkosten werden ausgelöst, wenn innerbetriebliche Leistungen in Anspruch genommen werden. Sekundärkosten entstehen aus den Primärkosten der Hilfskostenstellen, wenn diese innerbetriebliche Leistungen weiterverrechnen.

## Arten
Zu den Sekundärkosten gehören unter anderem die Kosten für die Nutzung des eigenen Fuhrparks, selbst erzeugter Energie oder den Einsatz selbstgebauter Maschinen oder technischer Anlagen. Die Dienstleistungskosten gehören im Rahmen der Eigenfertigung zu den Sekundärkosten wie beispielsweise die vom Rechnungswesen oder Stabsstellen (wie etwa interne Revision, Personalwesen, Verwaltung) verursachten Kosten oder die selbst vorgenommenen Reparaturen und Wartungen (aktivierte Eigenleistungen).
| innerbetriebliche Leistung                                           | Sekundärkosten           | Kostenarten                                             |
| -------------------------------------------------------------------- | ------------------------ | ------------------------------------------------------- |
| eigener Fuhrpark                                                     | aus Leistungsverrechnung | Abschreibungen auf Fahrzeuge, Personalkosten der Fahrer |
| selbst erzeugte Energie                                              | aus Leistungsverrechnung | Energiekosten                                           |
| aktivierte Eigenleistungen selbst erstellter technischer Anlagen     | aus Leistungsverrechnung | Materialkosten, Personalkosten                          |
| Dienstleistungskosten (Eigenfertigung) bei Reparaturen und Wartungen | aus Leistungsverrechnung | Materialkosten, Personalkosten                          |

Dienstleistungskosten sind entweder Primärkosten oder Sekundärkosten. Die in der Eigenfertigung erbrachten Dienstleistungen der innerbetrieblichen Leistungen gehören zu den Sekundärkosten. Diese werden im Rahmen der Teilkostenrechnung auch in variable Kosten und fixe Kosten (manchmal auch als tertiäre Kosten bezeichnet) unterteilt. 

## Verrechnung
Es ist Aufgabe der sekundären Kostenstellen, innerbetriebliche Leistungen zu erstellen und bereitzustellen. Die Verrechnung der Sekundärkosten auf andere Kostenstellen erfolgt durch die sekundäre Kostenverrechnung. Dazu gibt es drei verschiedene Verrechnungsverfahren:
- innerbetriebliche Leistungsverrechnung,
- Zuschlagsverfahren oder
- Umlageverfahren.

Im Regelfall wird versucht, die zu verrechnenden Kosten möglichst entsprechend der Kostenverursachung zu belasten. Oft muss jedoch ein Kompromiss gefunden werden zwischen möglichst genauer Erfassung der kostenverursachenden Kausalbeziehungen und einem wirtschaftlichen Erfassungs- und Verrechnungsaufwand.
Um die sekundäre Kostenverrechnung zu differenzieren, klassifiziert man die Sekundärkosten in sekundäre Kostenarten, wobei in der Regel für unterschiedliche Verrechnungsursachen unterschiedliche Kostenarten verwendet werden. Zusätzlich können die Kostenarten auch nach den unterschiedlichen Verfahren typisiert werden.

## Beispiel
Ein Unternehmen hat eine Kantine, die von den Mitarbeitern der Produktion zum Mittagessen genutzt wird. Auf der Kostenstelle „Kantine“ fallen Primärkosten unter anderem in Form von Stromkosten, Kosten für den Wareneinkauf (Lebensmittel usw.) oder Personalkosten des Küchenpersonals an. Von diesen Primärkosten werden 20 % nicht durch die Menüpreise gedeckt und vom Arbeitgeber als freiwillige betriebliche Sozialleistungen („Essenszuschuss“) getragen. Als Sekundärkosten werden deshalb diese 20 % auf der Kostenstelle „Kantine“ in Form der Kantinenkosten den Endkostenstellen als innerbetriebliche Leistungsverrechnung belastet. Die Verrechnung erfolgt nicht nach effektiv verkauften Mahlzeiten, sondern pauschal nach der Anzahl Mitarbeiter pro Endkostenstelle, auch wenn diese nicht am Mittagessen teilnehmen.